# FC Red Star Zürich
O FC Red Star Zürich é um clube de futebol com sede em Zürich, Suíça. A equipe compete na Swiss 1. Liga.

## História
O clube foi fundado em 1905. 